# Himanshu Soni
Himanshu Soni (sinh ngày 1 tháng 2 năm 1988) là một diễn viên người Ấn Độ. Ông được biết đến nhiều nhất với vai diễn Chúa Vishnu trong bộ phim Ramayan. Đức Phật trong bộ truyện Buddha – Rajaon Ka Raja. Chúa Shiva và Shivaye trong bộ truyện Neeli chatri wale và Rama và Chúa Vishnu trong truyện Ram Siya ke Luv kush.

## Đầu đời
Soni sinh ngày 1 tháng 2 năm 1988 tại Jaipur, Rajasthan, Ấn Độ. Anh kết hôn với Sheetal Singh vào năm 2015.

## Truyền hình
| Năm        | Tựa đề                                            | Trong vai        | Nguồn       |
| ---------- | ------------------------------------------------- | ---------------- | ----------- |
| 2012–2013  | Ramayan                                           | Chúa Vishnu      |             |
| 2013–2014  | Buddha – Rajaon Ka Raja                           | Đức Phật         | [ 4 ]       |
| 2014–2016  | Neeli Chatri Waale                                | Chúa Shiva       | [ 5 ] [ 6 ] |
| 2018       | RadhaKrishn                                       | Krishna          | [ 7 ]       |
| 2019–2020  | Ram Siya Ke Luv Kush                              | Rama             | [ 8 ]       |
| 2019– 2020 | Jag Janani Maa Vaishno Devi – Kahani Mata Rani Ki | Rama             |             |
| 2021–2022  | Aggar Tum Na Hote                                 | Abhimanyu Pandey | [ 9 ]       |
| 2022–2023  | Raazz Mahal – Dakini Ka Rahasya                   | Adhiraj          | [ 10 ]      |
| 2023–2024  | Kyunki Saas Maa Bahu Beti Hoti Hai                | Kabir Yadav      | [ 11 ]      |